# Edicson Tamiche
Edicson Enrique Tamiche Campos (28 maggio 2005) è un calciatore venezuelano, difensore del Deportivo Táchira.

## Caratteristiche tecniche
È un terzino sinistro.

## Carriera

### Club
Cresciuto nel settore giovanile del Deportivo Táchira, ha debuttato in prima squadra il 18 febbraio 2024 nell'incontro di Liga FUTVE vinto 2-1 contro il Rayo Zuliano. Sempre nel 2024 ha inoltre giocato anche 2 partite in Coppa Libertadores, competizione a cui ha preso parte anche nel 2025.

### Nazionale
Nel 2025 ha partecipato al campionato sudamericano di categoria con la nazionale Under-20 venezuelana.

## Statistiche

### Presenze e reti nei club
Statistiche aggiornate al 1 agosto 2025.
| Stagione        | Squadra           | Campionato      | Campionato | Campionato | Coppe nazionali | Coppe nazionali | Coppe nazionali | Coppe continentali | Coppe continentali | Coppe continentali | Altre coppe | Altre coppe | Altre coppe | Totale | Totale | Totale |
| Stagione        | Squadra           | Comp            | Pres       | Reti       | Comp            | Pres            | Reti            | Comp               | Pres               | Reti               | Comp        | Pres        | Reti        | Pres   | Reti   |        |
| --------------- | ----------------- | --------------- | ---------- | ---------- | --------------- | --------------- | --------------- | ------------------ | ------------------ | ------------------ | ----------- | ----------- | ----------- | ------ | ------ | ------ |
| 2024            | Deportivo Táchira | PD              | 3          | 0          | CV              | 2               | 0               | CL                 | 2                  | 0                  | -           | -           | -           | 7      | 0      |        |
| 2025            | Deportivo Táchira | PD              | 5          | 0          | CV              | 1               | 0               | CL                 | 4                  | 0                  | -           | -           | -           | 10     | 0      |        |
| Totale carriera | Totale carriera   | Totale carriera | 8          | 0          |                 | 3               | 0               |                    | 6                  | 0                  |             | -           | -           | 17     | 0      |        |

## Palmarès

### Club

#### Competizioni nazionali
- Campionato venezuelano: 1

Deportivo Táchira: 2024